# Magnolia fraseri
Magnolia fraseri, la magnolia de Fraser, es una especie de planta fanerógama perteneciente a la familia Magnoliaceae nativa del sur de los Apalaches.

## Descripción
Es un pequeño árbol caduco ramificado y aromático con la corteza marrón. Las hojas son onduladas. Las flores de color blanco tienen 20-30 cm de ancho y aparecen en mayo-junio, después de las hojas. El fruto es maderable, oblongo con estructura de cono de unos 12 cm de longitud, cubierto con pequeños folículos que contienen una o dos semillas rojas.

## Cultivo
El árbol crece mejor en suelos bien drenados y húmedos. Sus grandes flores blancas y lo atractivo de su follaje lo hacen popular como planta ornamental, pero por otra parte tiene poco valor comercial.

## Taxonomía
Magnolia fraseri fue descrito por Thomas Walter y publicado en Flora Caroliniana, secundum . . . 159. 1788.
Etimología
Magnolia: nombre genérico otorgado en honor de Pierre Magnol, botánico de Montpellier (Francia).
fraseri: epíteto otorgado en honor del botánico John Fraser.
Variedades
- Magnolia fraseri var. fraseri
- Magnolia fraseri var. pyramidata (Bartram) Pamp., Bull. Soc. Tosc. Ortic. 40: 230 (1915).[3]

Sinonimia
- Magnolia auricularis Salisb.
- Magnolia auriculata Desr.[4][3]